# Merkurios
Merkurios – władca nubijskiego królestwa Makurii od około 697 do 722. Prawdopodobnie za jego panowania Makuria zajęła królestwo Nobatii. Według badacza P.L. Shinnie pierwszy rok panowania Merkuriosa może być datowany na podstawie napisu wyrytego na kamieniu węgielnym w Faras, datowanym na 707, i jednocześnie na jedenasty rok rządów władcy. Z kolei w 710 Merkurios wzniósł napis w Taifa, co wskazuje, że jego królestwo obejmowało również Nobatię. Egipski pisarz chrześcijański - Jan Diakon, piszący około 768 określił Merkuriosa mianem "Nowego Konstantyna", co Shinnie interpretuje w ten sposób, że władca odgrywał ważną rolę w Kościele nubijskim.